# Omar Fateh
Omar Fateh (Washington D.C., 19 april 1990) is een Amerikaans politicus. Hij zetelt sinds 2021 namens de Democratic Farmer-Labor Party (DFL) in de Senaat van Minnesota, waar hij Zuidwest-Minneapolis vertegenwoordigt. Hij is de eerste Somalisch-Amerikaan en de eerste moslim in de Senaat van Minnesota. In 2025 voert Fateh campagne om burgemeester van Minneapolis te worden, waarbij het opneemt tegen onder andere zittend burgemeester en partijgenoot Jacob Frey.